# Before Tomorrow Comes
Before Tomorrow Comes è un singolo del gruppo musicale statunitense Alter Bridge, pubblicato il 21 aprile 2008 come quarto estratto dal secondo album in studio Blackbird.

## Descrizione
Il frontman Myles Kennedy ha composto il testo del brano dopo aver visto in televisione le terrificanti immagini dell'uragano Katrina.
Ha debuttato alla posizione numero 36 della Mainstream Rock Songs ed ha raggiunto poco dopo la posizione numero 29, ciò nonostante è uno dei singoli di minor successo commerciale degli Alter Bridge. Rimane tuttavia una canzone molto amata dai fan e un punto immancabile nelle scalette dei concerti del gruppo.

## Formazione
Gruppo
- Myles Kennedy – voce, chitarra
- Mark Tremonti – chitarra, cori
- Brian Marshall – basso
- Scott Phillips – batteria

Produzione
- Michael "Elvis" Baskette – produzione
- Dave Holdredge – ingegneria del suono
- Jeff Moll – assistenza tecnica
- Brian Sperber – missaggio
- Brian "Big Bass" Gardner – mastering
- Daniel Tremonti – copertina

## Classifiche
| Classifica (2008)             | Posizione massima |
| ----------------------------- | ----------------- |
| Stati Uniti (mainstream rock) | 29                |